# Nepanthia belcheri
Nepanthia belcheri is een zeester uit de familie Asterinidae.
De wetenschappelijke naam van de soort werd in 1875 gepubliceerd door Edmond Perrier.